# Wuppertaler Sport-Verein
Il Wuppertaler Sport-Verein è una società calcistica tedesca con sede a Wuppertal, città della Renania Settentrionale-Vestfalia. Attualmente milita in Regionalliga West, la quarta serie del calcio tedesco.
Il Wuppertal Sport Verein, questo il nome iniziale della squadra, fu formato nel 1954 dalla fusione tra TSG Vohwinkel e SSV Wuppertal. Successivamente il club cambiò denominazione, assumendo quella attuale.
La squadra di calcio fa parte di una società polisportiva che comprende boxe, ginnastica, pallamano e atletica.

## Storia

### I primi anni del TSV e del SSV
Il TSV è attivo come club di ginnastica fin dal 1880 mentre le origini dell'SSV, creata come sport club per giochi invernali, risalgono al 1904; inizialmente fu noto come Bergischer Wintersport-und SV 04 Elberfeld ma dal 1905 cominciò a farsi conoscere come SSV Elberfeld. Proprio quest'ultimo prese parte ai primi round delle eliminatorie nazionali nel 1930-31, poi andò a giocare in Gauliga Niederrhein una delle sedici massime divisioni create dal Terzo Reich per due stagioni (1936-37 1937-38). L'anno seguente la squadra fu ribattezzata SSV 04 Wuppertal e rimase ancora in Gauliga, fino a quando non retrocesse nel 1940. Ritornò in massima serie l'anno seguente e conquistò un terzo posto finale in divisione; sfortunatamente la squadra dovette abbandonare la Gauliga nel 1942-43.

### Il dopoguerra e la fusione
Dopo la seconda guerra mondiale, il TSG Vorwinkel divenne la squadra più forte tra le due; conquistò l'Oberliga West (a quel tempo la prima divisione) e ci restò fino a quando si classificò al 14º posto e retrocesse nel 1950.
Entrambi i club si trovarono agli inizi degli anni '50 in 2. Oberliga West e l'SSV andò sotto la guida di Fritz Szepan, stella dello Schalke 04, quando questo dominava la scena calcistica tedesca tra la metà degli anni '30 e la metà degli anni '40. Nel 1954 le due squadre finalmente si unirono per creare il Wuppertal SV, e nella stagione 1954-55 conquistò il campionato di seconda serie e venne promosso in massima divisione. Il ritorno del Wuppertal in Oberliga fu un po' deludente: nonostante la presenza in squadre di due stelle come il tedesco Horst Szymaniak e l'austriaco Erich Probst, il club si posizionò sempre nella seconda metà della classifica fino a quando non retrocesse nel 1958.
Il WSV fece ritornò in Oberliga nella stagione 1962-63, l'ultimo campionato prima della creazione della Bundesliga. Il team fece un brutto campionato ma altrettanto non si può dire del cammino in Coppa di Germania, dove la squadra fu eliminata in semifinale dai futuri campioni dell'Amburgo (0-1) non prima di aver effettuato il record di affluenza del pubblico allo stadio (40 000 persone).

### L'ascesa in Bundesliga
L'anno seguente il club venne inserito in Regionalliga West, uno dei cinque gironi della seconda serie del nuovo campionato tedesco. Il Wuppertal offrì una buona prestazione giungendo al secondo posto in girone alle spalle dell'Alemannia Aachen. La squadra rimase pienamente competitiva per tutto il resto degli anni '60 e nel 1972 riuscì a vincere il girone qualificandosi per i play-off promozione. Nei play-off la squadra schiacciò le altre cinque pretendenti vincendo tutte le otto partite in programma; una cosa mai successa in quegli ultimi 11 anni.
I leoni giocarono tre stagioni in Bundesliga e la migliore di queste fu certamente la prima. Nessuna squadra poteva competere per il titolo contro il Bayern Monaco, ma il WSV riuscì a rimanere per cinque settimane in seconda posizione, per poi finire al quarto posto in campionato; un risultato sorprendente dato che solo altre due squadre neopromosse hanno saputo fare meglio. Grazie al quarto posto conquistato, il Wuppertal si qualificò per la Coppa Uefa dove fu eliminato al primo turno dai polacchi del Ruch Chorzów (1-4; 5-4).
Il club nella stagione seguente però si salvò dalla retrocessione per la regola della differenza reti. Ma è nella stagione 1974-75 che la squadra fa una stagione disastrosa terminando infatti all'ultimo posto con soli 12 punti: solo il Tasmania Berlino fece peggio terminando la stagione 1965-66 con 8 punti. L'unica soddisfazione della squadra fu la vittoria per 3 a 1 contro i mattatori d'Europa del Bayern Monaco.

### Dal 1975 ad oggi
Dopo l'avventura in Bundesliga, il Wuppertal militò per quattro stagioni in Zweite Bundesliga prima di giocare per una dozzina di campionati in Amateur Oberliga Nordrhein. Dopo una serie di ottimi piazzamenti la squadra riuscì nell'intento di farsi promuovere giocando per due stagioni (1993, 1994) in seconda divisione fino a quando non retrocesse di nuovo in Regionalliga.
Il club poi ha chiuso l'anno 1998 in bancarotta e l'anno seguente fu relegato in Oberliga Nordrhein (IV). Nel 2003 però venne promosso in Regionalliga, serie dove milita tuttora.
Nel 2004 il club si è fuso con il Borussia Wuppertal, divenendo di fatto il Wuppertaler SV Borussia è ha adottato come colori sociali il rosso e il blu e lo stemma del ben più anziano WSV.

## Palmarès

### Competizioni nazionali
- Fußball-Regionalliga: 1

1971-1972 (Regionalliga Ovest)

### Competizioni regionali
- Oberliga Nordrhein: 4

1990, 1992, 2000, 2003

### Altri piazzamenti
- 2. Fußball-Bundesliga:

Terzo posto: 1976-1977 (girone Nord)
- Fußball-Regionalliga:

Secondo posto: 1963-1964 (Regionalliga Ovest)
- Coppa di Germania:

Semifinalista: 1962-1963

## Statistiche e record

### Partecipazione ai campionati
| Livello | Categoria     | Partecipazioni | Debutto   | Ultima stagione | Totale |
| ------- | ------------- | -------------- | --------- | --------------- | ------ |
| 1º      | Oberliga      | 4              | 1955-1956 | 1962-1963       | 7      |
| 1º      | Bundesliga    | 3              | 1972-1973 | 1974-1975       | 7      |
| 2º      | II. Division  | 5              | 1954-1955 | 1961-1962       | 21     |
| 2º      | Regionalliga  | 9              | 1963-1964 | 1971-1972       | 21     |
| 2º      | 2. Bundesliga | 7              | 1975-1976 | 1993-1994       | 21     |
| 3º      | Oberliga      | 12             | 1980-1981 | 1991-1992       | 24     |
| 3º      | Regionalliga  | 10             | 1994-1995 | 2007-2008       | 24     |
| 3º      | 3. Liga       | 2              | 2008-2009 | 2009-2010       | 24     |
| 4º      | Oberliga      | 4              | 1999-2000 | 2002-2003       | 15     |
| 4º      | Regionalliga  | 11             | 2010-2011 | 2023-2024       | 15     |

### Partecipazione ai tornei internazionali
| Categoria  | Partecipazioni | Debutto   | Ultima stagione |
| ---------- | -------------- | --------- | --------------- |
| Coppa UEFA | 1              | 1973-1974 | 1973-1974       |